# Hrvatski šport
Hrvatski šport je bio hrvatski tjedni športski list iz Zagreba. U podnaslovu je stajalo "službeni list Državnog vodstva športa i svih hrvatskih športskih saveza".
U početku je izlazio kao prilog lista Gospodarstvo koji je izlazio od 14. listopada 1941. godine. Samostalno je izašao 20. svibnja 1944. i izlazio je sve do 27. travnja 1945. godine.

## Urednici
- Zvonimir Čačković